# Cerro Chokhoni
Cerro Chokhoni är ett berg i Bolivia.   Det ligger i departementet Oruro, i den sydvästra delen av landet, 300 km väster om huvudstaden Sucre. Toppen på Cerro Chokhoni är 4 502 meter över havet.
Terrängen runt Cerro Chokhoni är huvudsakligen kuperad. Trakten runt Cerro Chokhoni är nära nog obefolkad, med mindre än två invånare per kvadratkilometer.. Närmaste större samhälle är La Rivera, 14,8 km sydväst om Cerro Chokhoni. 
Omgivningarna runt Cerro Chokhoni är i huvudsak ett öppet busklandskap.